# ポルシェ・991
ポルシェ・991は、ドイツの自動車メーカーであるポルシェが開発したスポーツカー「911」のうち、2011年から2019年にかけて製造・販売されていた7代目モデルを指すコードネームである。

## 解説
2011年8月23日、新型911カレラおよび911カレラSが正式発表され、翌9月のフランクフルトモーターショーで世界デビューを飾った。同年11月10日より日本での受注開始。2012年8月27日にカレラ4およびカレラ4Sの日本での受注を開始した。2013年5月3日にターボモデルである911ターボが発表され、日本では5月14日から受付を開始した。
最大の特徴は車体への軽量金属の大幅な導入であり、これによって997型と比較して剛性を高めつつ、60kgの軽量化が図られた。軽量金属は主にアルミニウム合金が使用され、ドア・フロントからボンネットの外装など広範囲に用いられ、スチール・アルミハイブリッドシャシと呼ばれた。またセンタートンネル近辺にはマグネシウム合金も使用された。997型と比較してAピラーは寝かされ、ヘッドライト間の距離も長くなり、ホイールベース・全長も延長され、全体的に997型と比較してワイド&ローの印象が強くなったが、全高はほとんど変化していない。ホイールベースの延長は主にレース活動サイドからの要求で、フロントのトレッド幅の拡大も同じ理由による。空気抵抗係数は997型と変わらず0.29である。最大幅は1,810mmで997型と同一である。外装に関しては、996型・997型で不評だった、ボクスターとの共通部品の使用はなくなった。ただし従来どおり車両内部の部品については、シャシやエンジン、サスペンションアームなど多くの部品をボクスター・ケイマンと共有している。
エンジンの搭載位置は変わっていないが、ホイールベースの延長に伴い後輪の位置が変わり、ドライブシャフトとトランスミッションの角度がより好ましい角度に修正されている。ミッションの全長が短縮され、後輪がエンジンに接近する形で取付位置が変更されている。ホイールは911カレラで19インチ、911カレラSでは20インチが標準装着された。911カレラSでは従来どおりPSM、ポルシェ アクティブサスペンション マネージメントシステム（PASM。可変減衰力ダンパー）が標準装備された。またアクティブスタビライザー（PDCC）やトルクベクタリング（PTV）、ダイナミックエンジンマウントなどの機能がオプションとして新たに用意された。PASMも4つの車高センサーが追加され、制御精度が向上した。リヤエンジンフードを開けてもエンジン本体は目視できず、オイル交換や冷却水追加などのメンテナンス用の開口部となった。オイルフィルターの交換にはリヤエンジンフードを開け、更にそこにある空冷ファンを取り外してアクセスする必要がある。可動性リヤウイングは面積が拡大されるとともに、立ち上がり高さも増えて、より効果的に作用するようになり、スポイラー自体も20%軽量化されている。乗り味としては997と比較してさらにリヤの安定性が増し、もはやRRを意識させられない印象で、996-997とは完全に異なった乗り味になっている。このため911らしくないという声も自動車評論家から聞かれたが、特にホイールベースの延長によってピッチングが抑制され、より上質な乗り心地となった、直進性や高速コーナーの安定性が増したとされた。
内装のデザインは、センターコンソールの両側にスイッチ類が並べられるパナメーラに準じている。中央タコメーター右側にはVGAディスプレイが用意され、左右前後方向のGなど様々な情報が表示される。997と比較してホイールベースが延長されたが、室内の居住空間は997同等で広くなっていないが、レッグスペースは6mmとわずかに拡大している。室内高は997型と不変。唯一後部座席背面の荷物収納スペースが明らかに広くなった。フロントのトランク容量は997と比較して減少した。運転席のペダル類はアームの断面積を拡大して剛性を向上させている。エア・コンディショナーは左右独立温度調整システムとなった。また日本仕様には全車にクラリオン製オーディオ統合型カーナビゲーションが搭載され、オプションでボーズ製サウンドシステムに変更することも可能。911としては初の電動可倒式サイドミラーもオプション設定された。サンルーフはアウタースライド式となり従来式と比較すると室内スペースの犠牲が少なくなった。サンルーフの状態に対応してリヤスポイラーの角度と高さは自動的に最適位置に制御される。
2013年3月5日､ポルシェ・996からカタログモデルとなっている911 GT3がサロン・アンテルナショナル・ド・ロトにおいて発表された。日本での予約受注開始は3月12日からとなっている｡911 GT3の発表は2013年であり911誕生50周年の節目の年であるため､2013年3月現在のカタログのページには911 50thアニバーサリーのロゴが入れられている｡
2013年6月4日、1963年の初代911から50周年を迎えたことから、911 50thアニバーサリーエディションを発表した。生産台数は1963年にちなみ1963台生産される。911カレラSをベースとし、リアには50thアニバーサリーのエンブレムが装着される。
2014年1月14日、ポルシェAGは911タルガ4、911タルガ4Sを発表した。991型は、初代901型、930型、964型に採用されていたクラシカルなタルガをモチーフにしている。993型、996型、997型のタルガモデルはリアウインドウと内部で重なる形でルーフが格納される仕組みだったが、991型はリアウインドウがせり上がり、布製ルーフが折りたたまれて格納される仕組みである。
2015年3月3日､ポルシェAGはサロン・アンテルナショナル・ド・ロトにおいて､911 GT3RSを発表した｡2015年3月23日には日本でも予約受注を開始し､ポルシェAGは2016年始めまでに2,000台を生産する事を目標としている｡
後継となる992型のデビューに伴い、2019年12月20日をもって生産を終了した。

### エンジン
エンジンは997型のエンジンをベースに新開発され、行程が82.8mmから77.5mmに短縮された。911カレラのエンジンは、981型のボクスターSと同一で、従来モデルよりも排気量が200cc小さい新開発の直噴3,436cc水平対向6気筒自然吸気エンジンを搭載する。最大出力・最大トルクの発生回転はともに997型のエンジンと比較して高回転化され、最高出力は350PS/7,400rpm、最大トルク39.8kgm/5,600rpmで、排気量が減少したにもかかわらず出力は増大している。高出力バージョンのカレラSは、先代モデルと同排気量の直噴3,799cc自然吸気ユニットを搭載しながら、最高出力は15PS増となる400PS/7,400rpm、最大トルクは44.9kgmを発生する。911カレラと911カレラSの排気量の違いは内径の違いによるもので、行程は77.5mmと同一である。
減速時に集中的にバッテリーへの充電を行う回生システムとアイドリングストップ機能も導入された。アイドリングストップは、オフにしてもイグニッションをオフにするたびに再有効化されるが、スポーツモード/スポーツplusモードを選択すると自動的にオフとなる。燃費改善のためにステアリングも911として初めて電動化された。冷却水は室内メーターでは摂氏90度と表示されるが、従来85度管理だったものが105度まで高められ、エンジンとトランスミッションの摩擦を低減し2%の燃費改善をしている。高負荷時にはエンジン保護のためにサーモスタットを強制的に開口させて水温を85度に下げる制御を行っている。100kmあたりの走行に必要なガソリンは、アイドリングストップで0.6 L、エンジントランスミッションの温度管理とバッテリー回生システムで0.35 L、PDKの空走システムで最大1.0 L、電動パワーステアリングで0.1 L削減された。
911カレラSも997型と比較して、最大で15%の燃費改善となっている。ラジエーターは左右分割されて前輪前に配置され、裏側にエア・コンディショナーのコンデンサーが設置され、その後方に吸出し式の電動ファンが付く。燃料タンク容量は64 Lで、10 Lのリザーブタンクが装備される。オイルポンプは997型のものを改良した可変容量式で、吐出量を無段階に調節できる。エンジンが燃焼に使用する空気は、リヤエンジンフードの中央から吸い込まれ左右に分割されて後方のリヤバンパー上部に設けされたエアクリーナーボックスに導かれる。そこで左右別のエアフィルターを通過してからUターンして左右のエアが合流して前進し、エンジン上部中央にあるスロットルバルブ（シングル）に導かれる。こういった構造のために、エアフィルターの交換にはリヤバンパーの脱着が必要となった。911カレラSには可変吸気システムが具えられ、3,000rpmと5,000rpmを境にチャンバー効果を3段階に変化させている。吸気システムにはサウンドチューニング用にさまざまな工夫が織り込まれている。エアクリーナーボックスには吸気音を開放するために4箇所に穴が開けられ、インテークサイレンサーの手前には稼動フラップが設置されて4,500rpm-6,000rpmで開放され、吸気音を濁す周波数成分を減らす工夫がされている。エアクリーナーボックスとスロットルバルブの間の吸気管からは吸気音をキャビンに故意に伝達させるために「サウンド・シンポーザ（Sound symposer）」が採用された。スポーツモードをオンにすると、サウンド・シンポーザのバタフライバルブが開き、振動板を経由した共鳴管の脈動音が後部座席の背面下側の30ミリの管から室内に伝導される。本システムの途中には空気を吸い込まず脈動だけを伝えるように振動板が設置されている。エキゾーストシステムはカレラ・カレラS・スポーツエキゾーストの3種類が存在する。カレラSとエキゾーストシステムは4本出しであるが、末端で4本に分割されているのはなくバルブによって経由するサイレンサーを制御して排気抵抗と排気音を可変するために4本開口となっている。

### トランスミッション
7速MTと7速PDKが設定される。
PDK仕様はNEDCモード燃費で従来モデルより約2km/L向上し、8.2 L/100km（＝12.2km/L）を達成。二酸化炭素排出量はポルシェのスポーツカーとして初めて200g/kmを下回り、194g/kmを実現した。PDK仕様では下り坂など空走状態と判断された場合、クラッチが自動的に切られてエンジンがアイドリング状態（700rpm）となり、燃費を改善するようにプログラムされている。急加速を繰り返す状況ではエンジンブレーキを優先させ、この機能は作動されない。シフトショックなども997型と比較して制御が改善され、より軽減されている。センターコンソールに装着されるシフトレバーは997と同じく、手前に引くとシフトダウン、奥に押すとシフトアップになっている。
7速MTは7速PDKのトランスミッションケースを利用したものになり、誤ったシフト作業を避けるために5速と6速からしか7速に入らないようにロック機構が組み込まれている。市販乗用車としては7速MTは世界初。PDKと比較して3速が若干ハイギヤ、7速がローギヤとなっている以外はギヤ比は同一でファイナルも同じである。
7速MTでは100km/h走行時に5速で3,000rpm、6速で2,400rpm、7速で1,800rpmとなる（997型は6速で2,400rpm）。クラッチは997型より重くなっており、シフトフィーリングも悪化しているが、これらはPDKベースであり機械式アクチュエーター（MECOSA；メカニカル・コンバート・シフト・アクチュエーター）でPDKシステムを駆動していることに由来している。911カレラSにはトルクベクタリング（PTV）が標準装備されたが、7MTとPDKではPTVの動作方法が異なる。7MT車では機械式LSDと後輪のブレーキ制御介入で実施されるが、PDKモデルではデフ内部の多板油圧制御クラッチと後輪のブレーキ制御介入で実施される。ロック率は双方とも25-27%と同一である。
トランスミッションのオイルパンは樹脂製でアルミ製のボルトで固定される。PDKオイルのオイルフィルターは、この樹脂製のオイルパンと一体形成されており、オイルフィルターの交換のためにはオイルパン自体を新品に交換する必要がある。

### ブレーキ
911カレラは997型と比較してフロントブレーキディスクが318mmから330mmに拡大され（厚さは28mmで不変）、911カレラSは前後330mmだったものが前側が340mmに拡大された。911カレラは前後4ポットキャリパー、911カレラSは前6ポット後4ポットキャリパーが装備され、オプションでカーボンディスク採用のPCCBも設定された。PSMも9世代に進化し、4輪のストローク量変化より路面の凹凸を測定して路面状況を推定する制御を盛り込んでいる。
| グレード | 駆動方式 | 過給器       | 排気量  | 最高出力/最大トルク                                | 変速機       | 備考 |
| --- | -------- | ------------ | ------- | -------------------------------------------------- | ------------ | --- |
| カレラ カレラカブリオレ | RR       | NA           | 3,436cc | 350PS/7,400rpm、39.7kgm/5,600rpm                   | 7速MT 7速PDK | カレラはシリーズのベーシックモデル。いわゆる“素の911”である。 |
| カレラS カレラSカブリオレ | RR       | NA           | 3,799cc | 400PS/7,400rpm、44.9kgm/5,600rpm                   | 7速MT 7速PDK | |
| GT3 | RR       | NA           | 3,799cc | 475PS/8,250rpm、44.8kgm/6,250rpm                   | 7速PDK       | ポルシェ初の4WSシステム「アクティブリアホイールステアリング」を搭載。 |
| GT3 RS | RR       | NA           | 4,000cc | 500PS/8,250rpm 46.9kgm/6250rpm                     | 7速PDK       | |
| カレラ4 カレラ4カブリオレ | 4WD      | NA           | 3,436cc | 350PS/7,400rpm、39.7kgm/5,600rpm                   | 7速MT 7速PDK | 両側リアテールランプにつながる極細テールランプが装備されている。 リヤフェンダーはカレラ対比で+44mmワイド化されている。PTMの制御が997型より進化している。 専用デザインのフロントバンパー装着。                                                                                        |
| カレラ4S カレラ4Sカブリオレ | 4WD      | NA           | 3,799cc | 400PS/7,400rpm、44.9kgm/5,600rpm-6000rpm           | 7速MT 7速PDK | 両側リアテールランプにつながる極細テールランプが装備されている。 リヤフェンダーはカレラ対比で+44mmワイド化されている。PTMの制御が997型より進化している。 専用デザインのフロントバンパー装着。                                                                                        |
| ターボ | 4WD      | ツインターボ | 3,799cc | 520PS/6,000rpm-6,500rpm、67.3kgm/1,950rpm-5,000rpm | 7速PDK       | 911シリーズのハイエンドモデルである。ポルシェ初の4WSシステム「アクティブリアホイールステアリング」を搭載。 ターボSにはフロントスポイラーが可変する「アクティブエアロダイナミクスシステム」を搭載。 タルガにも搭載されている「ポルシェ・トラクション・マネージメント（PTM）」を搭載。 |
| ターボカブリオレ | 4WD      | ツインターボ | 3,799cc | 520PS/6,000rpm-6,500rpm、67.3kgm/1,950rpm-5,000rpm | 7速PDK       | 911シリーズのハイエンドモデルである。ポルシェ初の4WSシステム「アクティブリアホイールステアリング」を搭載。 ターボSにはフロントスポイラーが可変する「アクティブエアロダイナミクスシステム」を搭載。 タルガにも搭載されている「ポルシェ・トラクション・マネージメント（PTM）」を搭載。 |
| ターボS | 4WD      | ツインターボ | 3,799cc | 560PS/6,500rpm-6,750rpm、71.3kgm/2,100rpm-4,250rpm | 7速PDK       | 911シリーズのハイエンドモデルである。ポルシェ初の4WSシステム「アクティブリアホイールステアリング」を搭載。 ターボSにはフロントスポイラーが可変する「アクティブエアロダイナミクスシステム」を搭載。 タルガにも搭載されている「ポルシェ・トラクション・マネージメント（PTM）」を搭載。 |
| ターボSカブリオレ | 4WD      | ツインターボ | 3,799cc | 560PS/6,500rpm-6,750rpm、71.3kgm/2,100rpm-4,250rpm | 7速PDK       | 911シリーズのハイエンドモデルである。ポルシェ初の4WSシステム「アクティブリアホイールステアリング」を搭載。 ターボSにはフロントスポイラーが可変する「アクティブエアロダイナミクスシステム」を搭載。 タルガにも搭載されている「ポルシェ・トラクション・マネージメント（PTM）」を搭載。 |
| タルガ4 | 4WD      | NA           | 3,436cc | 350PS/7,400rpm                                     | 7速PDK       | 「ポルシェ・トラクション・マネージメント（PTM）」をタルガで初搭載。 |
| タルガ4S | 4WD      | NA           | 3,799cc | 400PS/7,400rpm                                     | 7速PDK       | 「ポルシェ・トラクション・マネージメント（PTM）」をタルガで初搭載。 |
| カブリオレはクロースドボディと比較して60-70kgの重量増と、cd値の悪化（0.29が0.30）、PDKモデルのみという点などが異なる。PTV（ポルシェ・トルクベクトリンクシステム）を標準装備。なお、カブリオレはすべてソフトトップ式である。 |          |              |         |                                                    |              | |

## マイナーチェンジ

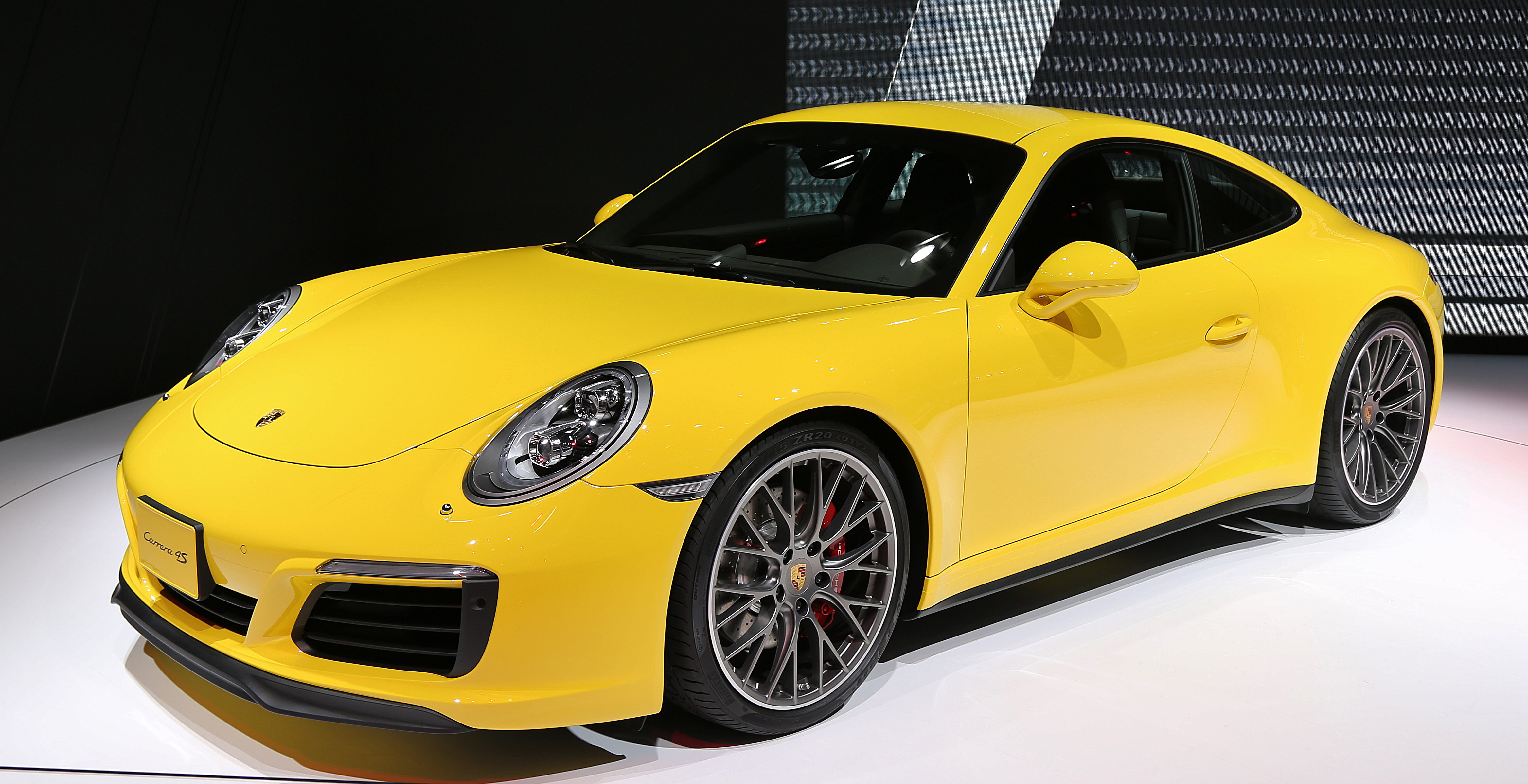
後期型カレラ4S

2015年9月に、フランクフルトモーターショーにおいてマイナーチェンジモデルの911カレラ、911カレラSが発表された。このマイナーチェンジ後のモデルは991.2と呼ばれることがあり、それに対してマイナーチェンジ前のモデルは991.1と呼ばれる。
991.2ではGT3/GT3 RSを除き、従来の自然吸気エンジンに代わってライトサイジング（rightsizing）ターボエンジンが搭載される。これは、2021年までに欧州市場で販売される新車1台あたりの企業別平均CO2排出量を95g/km以下にするという「2021年規制」に対応する必要が生じたためである。911カレラと911カレラSは同一排気量であり、過給機を含めた周辺機器が異なる。タービンはリヤタイヤの後方にあり、その上にインタークーラーが設置された。インタークーラーを冷却する空気は、リヤのフードから取り込まれリヤバンパー下方から排出される経路となっている。前後のバンパーが変更され、フロントウインカーやリヤライトも変更された。ターボ化に伴い、リヤメンバーなども新設計された。オイルパンも軽量化のために樹脂製となった。排気量の縮小により、燃費効率はマイナー前と比較して12％改善した。今までオプション設定だったPASMが全車に標準装備となった。また、これまで911ターボと911GT3RSだけ準備されていた「アクティブリアアクスルステア」（4輪操舵）が911カレラSにもオプションで装着できるようになった。PDK搭載車には20秒間のブーストアップが可能な「スポーツレスポンスボタン」が設けられた。内装面では、7インチタッチパネルを採用したオンラインナビゲーションとボイスコントロール機能をそなえる新開発の「ポルシェ コミュニケーション マネージメントシステム（PCM）」が搭載され、手書き入力、Google Earth、Google ストリートビュー、Appleの「CarPlay」などに対応した。
2015年10月に開催された東京モーターショーでは、カレラ4およびカレラ4Sもマイナーチェンジされた。価格は、911カレラが1244万円（7段MT）/1309万1000円（7段PDK）、911カレラ カブリオレが1510万円（7段PDK）、911カレラSが1519万1000円（7段MT）/1584万1000円（7段PDK）、911カレラS カブリオレが1813万円（7段PDK）。
2017年6月30日にGoodWood festival of speed 2017にてGT2 RSが発表された。
2017年9月20日、GT2 RSはニュルブルクリンク・ノルトシュライフェで当時の公道走行可能な量産市販車の最速ラップレコードである6分47秒25を記録した。タイヤはミシュラン・パイロット・カップ2タイヤであった。
| グレード                    | 駆動方式 | 過給器       | 排気量  | 最高出力/最大トルク | 変速機       | 備考 |
| --------------------------- | -------- | ------------ | ------- | ------------------- | ------------ | --- |
| カレラ                      | RR       | ツインターボ | 2,981cc | 370PS/450Nm         | 7速MT 7速PDK | カレラシリーズは全車ターボ化された。四輪操舵であるリアアクスルステアはカレラシリーズでもオプション設定された。                          |
| カレラS カレラSカブリオレ   | RR       | ツインターボ | 2,981cc | 420PS/500Nm         | 7速MT 7速PDK | カレラシリーズは全車ターボ化された。四輪操舵であるリアアクスルステアはカレラシリーズでもオプション設定された。                          |
| カレラ4 カレラ4カブリオレ   | 4WD      | ツインターボ | 2,981cc | 370PS/450Nm         | 7速MT 7速PDK | カレラシリーズは全車ターボ化された。四輪操舵であるリアアクスルステアはカレラシリーズでもオプション設定された。                          |
| カレラ4S カレラ4Sカブリオレ | 4WD      | ツインターボ | 2,981cc | 420PS/500Nm         | 7速MT 7速PDK | カレラシリーズは全車ターボ化された。四輪操舵であるリアアクスルステアはカレラシリーズでもオプション設定された。                          |
| タルガ4                     | 4WD      | ツインターボ | 2,981cc | 370PS/450Nm         | 7速MT 7速PDK | カレラシリーズは全車ターボ化された。四輪操舵であるリアアクスルステアはカレラシリーズでもオプション設定された。                          |
| タルガ4S                    | 4WD      | ツインターボ | 2,981cc | 420PS/500Nm         | 7速MT 7速PDK | カレラシリーズは全車ターボ化された。四輪操舵であるリアアクスルステアはカレラシリーズでもオプション設定された。                          |
| ターボ ターボカブリオレ     | 4WD      | ツインターボ | 3,800cc | 580PS/700Nm         | 7速PDK       | |
| ターボS ターボSカブリオレ   | 4WD      | ツインターボ | 3,800cc | 580PS/700Nm         | 7速PDK       | |
| GT3                         | RR       | NA           | 3,996cc | 500PS/460Nm         | 7速PDK 6速MT | 2017年3月に開催されたジュネーブモーターショーにて発表された。オプション設定として6速MTが復活した。                                      |
| GT3 RS                      | RR       | NA           | 3,996cc | 520PS/470Nm         | 7速PDK       | 2018年3月に開催されたジュネーブモーターショーにて発表された。                                                                           |
| GT2 RS                      | RR       | ツインターボ | 3,800cc | 700PS/750Nm         | 7速PDK       | 2017年6月11日にXbox E3 2017 BriefingにてForza Motorsport 7の発表で初公開され、同30日にはGoodWood festival of speed 2017にて発表された。 |

## モータースポーツ
LM GTE
2013年、ポルシェはLM GTEカテゴリーに参戦するための最新バージョン911 RSRを投入した。991 GT3は当時発表されていなかったため、991カレラでホモロゲーションが取得された。

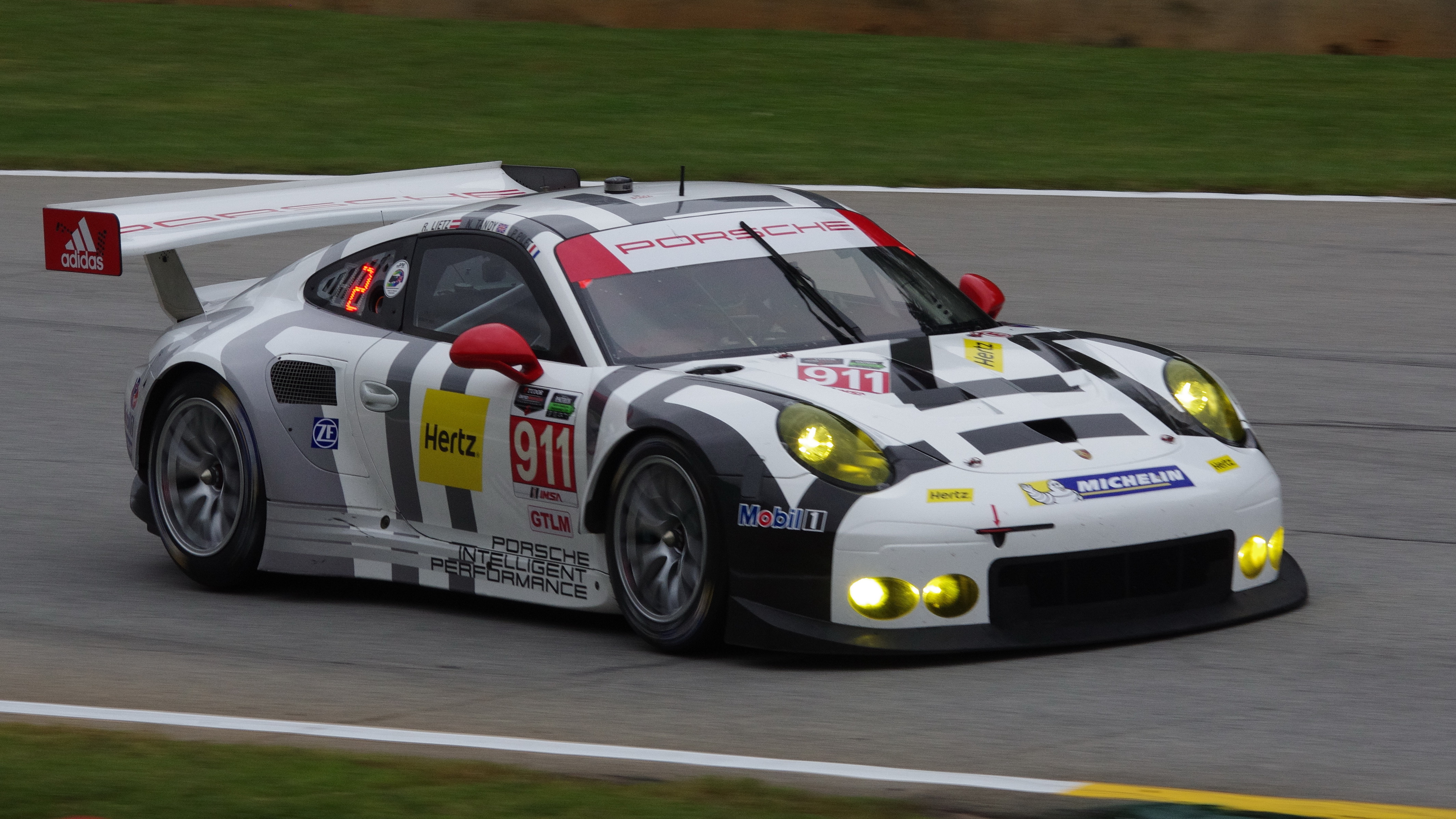
2015 プチ・ルマン優勝車 ポルシェ 911 RSR

2016年、ポルシェは新型の911 RSRを発表した。本車はリアディフューザーの設計自由度を上げるためにエンジン搭載位置をリアミッドに変更し、GT3 RSに搭載されるものとほぼ同一の4.0L水平対向6気筒エンジンを搭載。それに合わせてホイールベースも延長された。新機能としては新型のトランスミッション、スワンネック型のリアウィング、大型のディフューザーを含む新しい空力パッケージ、素早い交換ができるボディパネル、LEDヘッドライト、固定式シート+可動式ペダルボックス、リアビューカメラ、衝突保護システムなどがある。2017年のデイトナ24時間レースでデビューした。車重は1245kg。
2019年に投入された新型の911 RSRは4.2L(510ps)のより大きなエンジンを搭載し、高剛性のギアボックスによりより早い変速が可能になった。排気管は両後輪の前側から出ていて、ディフューザーのレイアウトがさらに自由になった。その他、追加の衝撃保護システムがある。車重は1245kg。

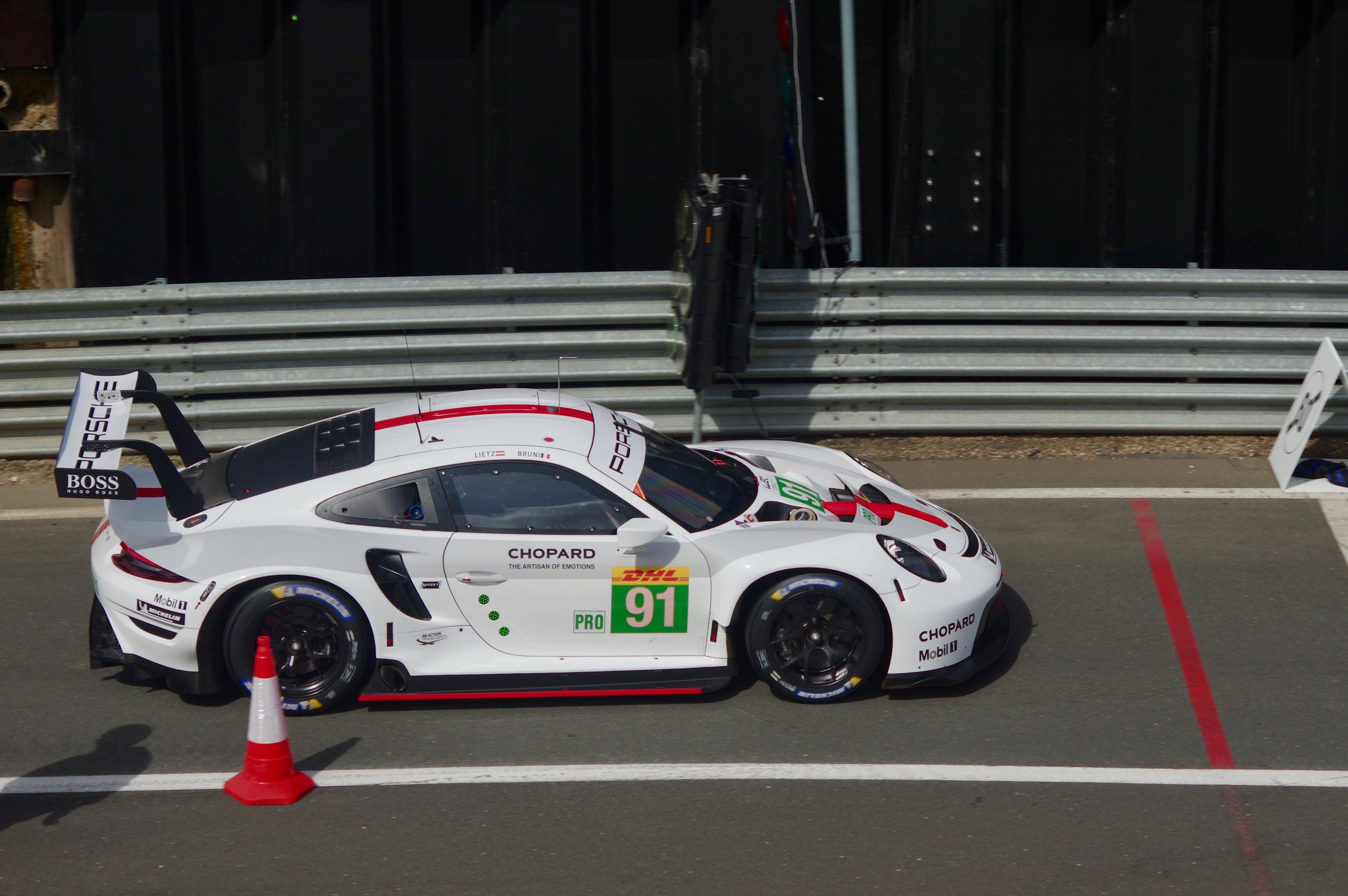
2019 ポルシェ 911 RSR (991)。側面からの排気管が見える。

グループGT3
2015年5月、グループGT3規格に適合するレーシングカーである991 GT3 Rが発表された。991 GT3 RSに基づき公認されたこの車両は、市販モデルが搭載するMA185 4.0L水平対向6気筒自然吸気エンジンを搭載し、トランスミッションは６速シーケンシャルパドルシフトに換装。ホイールベースは延長されている。ボディパネルにはカーボン（CFRP）を多用したり、全ての窓をポリカーボネート製にしたりするなどの軽量化が図られている。その他の安全装備として、ロールケージやルーフの脱出ハッチ、120Lの安全燃料タンクなどが装備されている。車重は1220kg。
また、GT3Rではラジエーターが中央に移され、重心位置の改善や衝突からの保護が図られている。サスペンションは車高、キャンバー角、トーが調整可能で、アンチロールバーも調節可能となっている。また、フロントとリアで独立した回路を持つブレーキがあり、ブレーキバランスを調節することができる。フロントには380mm径のスチール製ブレーキディスクと6ピストンのキャリパー、リアには372mm径ディスクと4ピストンのキャリパーが装備される。

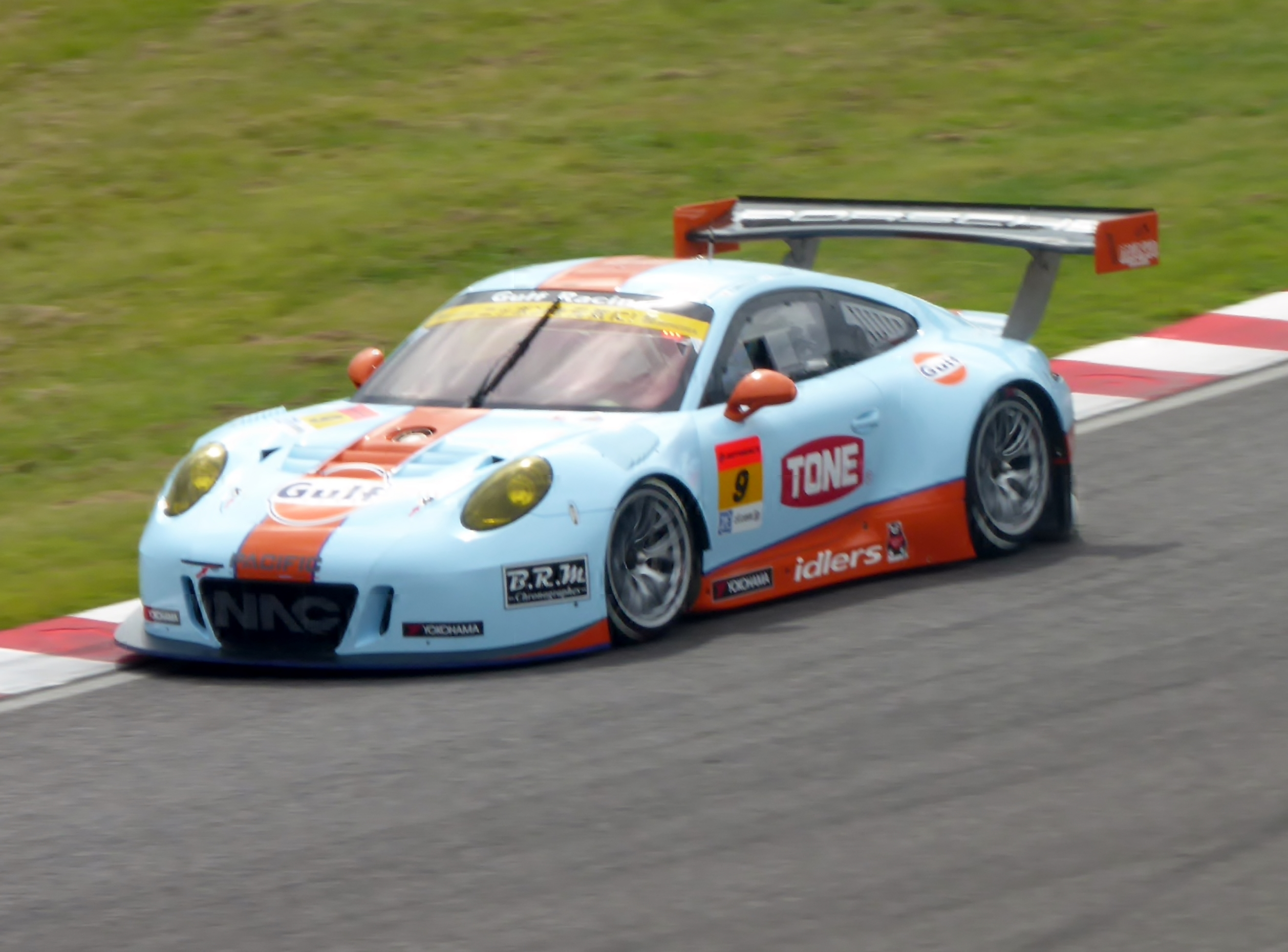
2017 ポルシェ 911 GT3 R (991)

2018年5月、ポルシェはマイナーチェンジされた991 GT3 RSをベースとした991 GT3 Rを発表した。市販モデルとほぼ同じエンジンを搭載し、最大で550psを出力する。改良点としては、フロントサスペンションが従来のストラット式からダブルウィッシュボーン式に変更されたことや、より大きくなったフロントタイヤ、クラッチペダルを廃した電気油圧作動クラッチ、車両の左右から補給できるようにもできる燃料補給口、リアビューカメラ、衝突保護システムなどがある。エアコンも装備する。

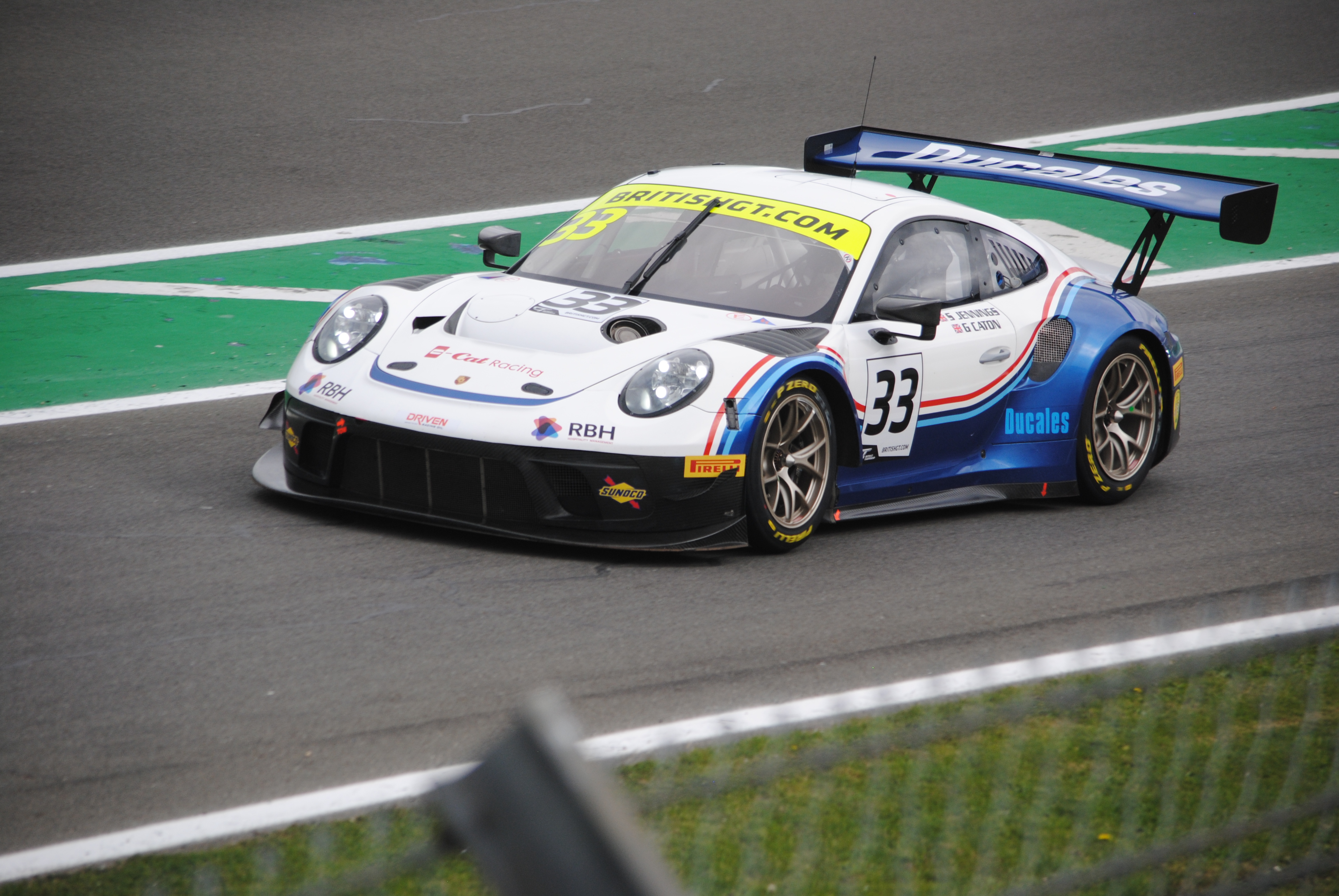
2019 ポルシェ 911 GT3 R (991)

991 カップ
2013年、ポルシェはポルシェ・カレラカップ参戦用の991 GT3カップを発表した。ベース車両はGT3。3.8Lのエンジンと6速のパドルシフトが組み合わされる。ロールケージ、フルバケットシートなどの必要な装備以外を取り除いた軽量な車体は1175kg。
2016年のパリモーターショーで発表された改良型のカップカーは、マイナーチェンジ後の991 GT3をベースとする。エンジンは4.0Lにアップデートされ、485馬力を出力する。空力もアップデートされ、ルーフの脱出ハッチも拡大された。

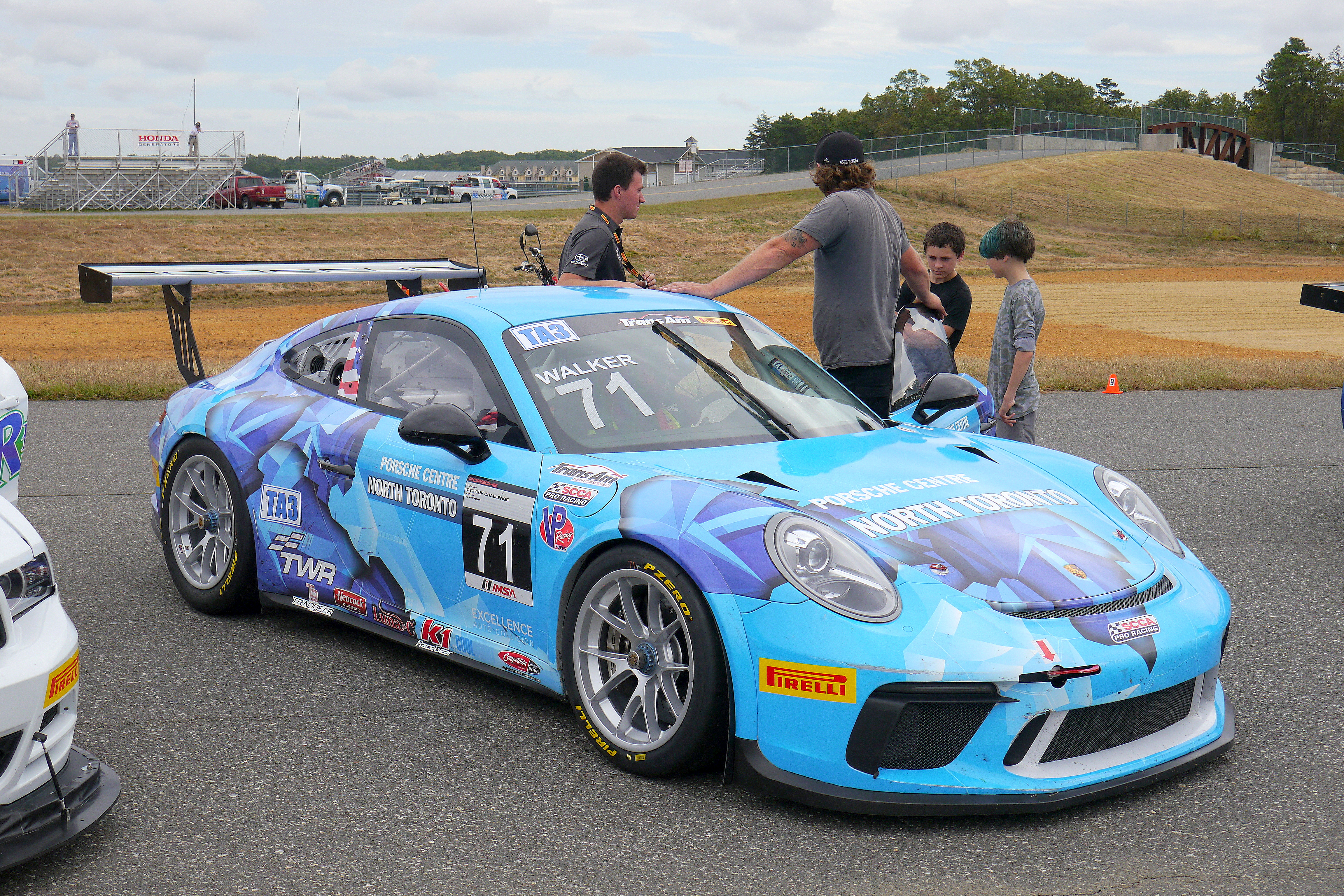
2017 ポルシェ 911 GT3 カップ (991)